# 未来能源大会
未来能源大会（Future Energy Convention，缩写为 FEC）由中国能源网主办，是探索未来能源发展趋势的研究与交流平台，首次未来能源大会是在2018年於北京舉行。
第五届未来能源大会由中国能源研究会、中国能源网主办，以“绿色，持续，共生，向新”为主题，将于2023年9月11日至14日在江苏常州武进区召开。

## 活动背景
未来能源大会是兼顾谨慎与开放的态度，秉持合作、包容、共享的“共商共建共享”原则，面向全球能源行业搭建探索未来能源发展趋势的研究交流平台。

## 活动进程
2023年7月13日，第五届未来能源大会新闻发布会在江苏常州武进区人民政府举行。

## 主办单位
本届大会由中国能源研究会、中国能源网主办，常州市武进区人民政府联合主办，常州市武进区工业与信息化局、北京中能网讯咨询有限公司、中国能源研究会双碳产业合作分会、中国能源研究会分布式能源专业委员会共同承办。

## 活动内容
活动时间：第五届未来能源大会将于2023年9月11日至14日在武进区召开，会期4天。
活动主题：以“绿色，持续，共生，向新”为主题，共商能源与可持续发展的重要性以及可再生能源的未来发展，聚焦国际国内新信息、新市场、新产品、新技术。
高峰论坛：全球CTO论坛、院士论坛、未来能源国际论坛三大高峰论坛；
专题论坛：围绕碳中和产业合作、绿色金融与可持续投资、可再生能源技术创新与应用、城市能源与智慧交通、能源数字化智能化、氢能技术与产业创新等综合性话题。
其它活动：专注新能源和可再生能源技术、人才培养、资金支持、交流对接等产业生态问题，引入未来能源科创大赛，未来能源创新之旅等活动。还将设立制造、设备、材料等展区，参展企业将为观众展示行业先进技术、高端产品。大会将采取线上线下相结合形式，按照“全网络、宽渠道”办会思路，促进产融有效结合。